# Edward Young (courtisan)
Pour les articles homonymes, voir Edward Young (homonymie) et Young.
Edward Young (né le 24 octobre 1966) est le dernier secrétaire privé d'Élisabeth II, reine du Royaume-Uni. En tant que secrétaire particulier du souverain, il est le principal membre opérationnel des Maisons royales au Royaume-Uni. Young est entré à la Maison royale en 2004, occupant les fonctions d'assistant de la reine puis de secrétaire privé adjoint jusqu'à sa promotion au poste de secrétaire privé en 2017. Il est le 24e titulaire du poste de secrétaire privé depuis sa création en 1805. Il siège à la chambre des lords depuis le 13 juin 2023.

## Jeunesse
Edward Young est né le 24 octobre 1966 et étudie comme pensionnaire à la Reading School (en), à Reading dans le Berkshire.
Young travaille pour la partie internationale de la Barclays entre 1985 et 1997 où il occupe divers postes de direction, notamment en tant que spécialiste du financement du commerce international et en tant que directeur du programme de devises européennes de la Banque d'entreprise. En 1997, il rejoint le siège social de Barclays pour devenir directeur adjoint des relations publiques de la banque.
De la fin de 1999 à 2001, il est conseiller du Chancelier de l'Échiquier du cabinet fantôme, Michael Portillo, puis du chef de l'opposition, William Hague. En 2001, il est nommé responsable des communications chez Granada plc (en), travaillant principalement sur la fusion avec Carlton Communications (en) pour former ITV PLC en 2004.

## Carrière de courtisan
Young devient assistant privé adjoint de la reine en septembre 2004. Il est promu secrétaire privé adjoint en septembre 2007 après la promotion de Christopher Geidt comme secrétaire privé, à la retraite de Robin Janvrin, secrétaire privé de 1997 à 2007.
En tant que secrétaire privé adjoint, il joue un rôle clé dans la planification de la visite de la reine en république d'Irlande en 2011. Il est crédité de l'avoir aidée à rédiger le discours très apprécié, qu'elle a commencé par quelques mots en langue irlandaise. La visite de la reine est saluée comme une réussite diplomatique qui a amélioré les relations anglo-irlandaises,,.
En 2011, c'est Young qui demande à la reine de participer au court-métrage Happy and Glorious, dans lequel elle est représentée sautant en parachute avec James Bond, pour la cérémonie d'ouverture des Jeux olympiques de Londres 2012. En 2012, Young dirige la planification nationale du jubilé de diamant de la reine.
Young devient secrétaire privé en 2017, à la retraite de Geidt. En tant que secrétaire privé, Young est également gardien des archives royales et administrateur de la Royal Collection Trust. En tant que chef du bureau du secrétaire privé, Young a un contrôle direct sur le bureau de presse, le bureau du directeur de la liaison avec la sécurité, les bureaux de recherche, de correspondance, des anniversaires et des archives, et les archives de la reine.
Young est nommé Lieutenant de l'Ordre royal de Victoria (LVO) dans les honneurs d'anniversaire de 2010, Commandeur de l'Ordre royal de Victoria (CVO) dans les honneurs d'anniversaire de 2015 et Chevalier commandant de l'Ordre royal de Victoria (KCVO) dans les honneurs du Nouvel An 2020.
Le 11 octobre 2017, Young est admis au Conseil privé.
En mai 2025, il est élevé au rang de Chevalier Grand Croix de l’Ordre du Bain.